# Liodrosophila argyrea
Liodrosophila argyrea är en tvåvingeart som beskrevs av Tsacas 1990. Liodrosophila argyrea ingår i släktet Liodrosophila och familjen daggflugor. Inga underarter finns listade i Catalogue of Life.